# ان‌جی‌سی ۲۶۴
ان‌جی‌سی ۲۶۴ (انگلیسی: NGC 264) نام یک کهکشان عدسی در صورت فلکی سنگتراش است.